# Anomis rufescens
Anomis rufescens là một loài bướm đêm trong họ Erebidae.